# Osterbach (Wolfsteiner Ohe)
Der Osterbach ist ein linker Nebenfluss der Wolfsteiner Ohe, der bei Fürsteneck im Landkreis Freyung-Grafenau in Bayern mündet.

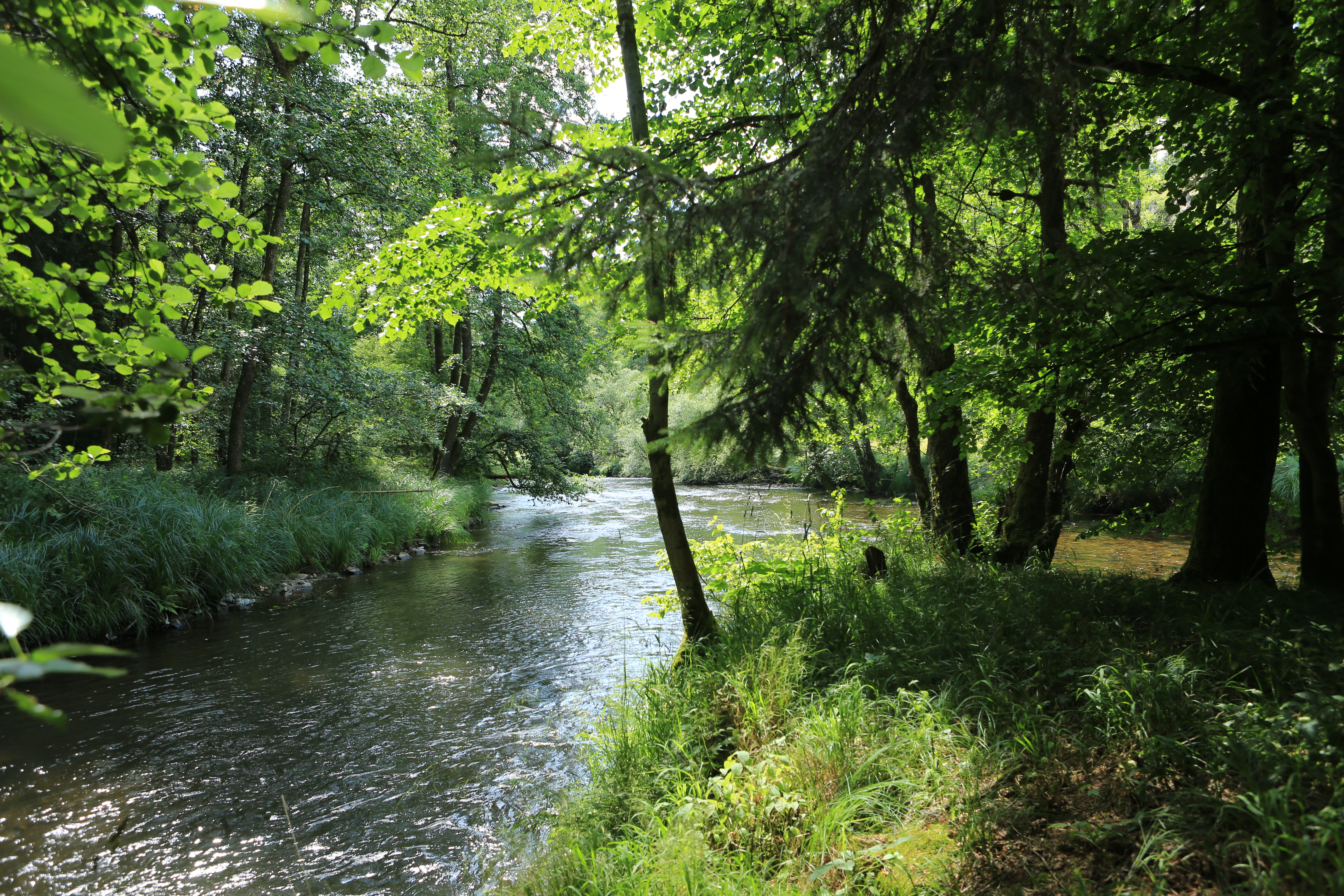
Osterbach an der Mündung in die Wolfsteiner Ohe.

## Geographie

### Verlauf
Das natürliche Quellgebiet des Osterbaches befindet sich östlich des Hackelbergs im gemeindefreien Gebiet Frauenberger und Duschlberger Wald. Zur Holztrift wurde darüber noch der rechtsseits vom Rothbach abgehende Osterbachkanal angelegt. Da der Rothbach im Einzugsgebiet der Kalten Moldau und damit im Flusssystem Elbe liegt, überwindet der Kanal damit die Europäische Hauptwasserscheide.
Die ersten Kilometer bis Altreichenau fließt der Osterbach in südlicher Richtung. Ein weiterer Triftkanal wurde vom ebenfalls zum Flusssystem der Elbe gehörenden Kreuzbach an der Kreuzbachklause südlich von Haidmühle abgeleitet.
Bei Altreichenau wendet sich der Bach nach Westen und fließt nördlich an Waldkirchen vorbei in Richtung Röhrnbach, das als einzige größere Siedlung vom Osterbach direkt durchflossen wird. Hier erreicht auch die Bahnstrecke Passau–Freyung den Grund des Tals, nachdem sie von Waldkirchen kommend am südlichen Talhang entlang in dieses hinabgeführt wurde; die Bahnstrecke läuft die restliche Flussstrecke bis zur Mündung des Osterbaches bei Fürsteneck durch das Tal. Bei Bruckmühle südlich von Röhrnbach überspannt eine denkmalgeschützte Straßenbrücke den Bach.

### Einzugsgebiet
Das Einzugsgebiet des Osterbaches mit einer Größe von 134,7 km² liegt zu großen Teilen nördlich des Flusslaufes.
Reihum liegen die Einzugsgebiete folgender Nachbargewässer:
- Im Nordwesten liegt das unmittelbare Einzugsgebiet der Wolfsteiner Ohe  oberhalb der Mündung:
- im Norden grenzt dasjenige von deren Zufluss Saußbach;
- im Nordosten fließt der Rothbach zur Kalten Moldau;
- im Osten liegen die Einzugsgebiete des Großen und des Kleinen Michelbachs, die sich zur Großen Mühl vereinen, einem Zufluss der Donau
- im Süden verläuft die Wasserscheide lange zum Erlau -Zufluss Saußbach, dann zur Erlau selbst, die ebenfalls direkt in die Donau mündet:
- schließlich, im Südwesten, grenzt das Entwässerungsgebiet eines kleinen Zufluss zur Wolfsteiner Ohe an, dann wieder das der Wolfsteiner Ohe selbst.

### Zuflüsse
- Fischbach, von rechts und Norden auf etwa 732 m ü. NHN nahe Grainet-Vorderfreundorf
- Ortwiesgraben, von links und Südosten auf etwa 731 m ü. NHN bei Jandelsbrunn-Saghäuser
- Stockerin, von links und Osten auf etwa 632 m ü. NHN bei Jandelsbrunn-Kaltwasser
- Hinterwiesgraben, von rechts und Norden auf etwa 607 m ü. NHN an der Gemeindegrenze Grainet/Jandelsbrunn
- Exenbach, von rechts und Nordosten auf etwa 565 m ü. NHN nach Jandelsbrunn-Höllmühle
- Bibisbach, von rechts und Nordosten auf etwa 538 m ü. NHN bei Waldkirchen-Böhmzwiesel
- Sollabach, von links und Osten auf etwa 520 m ü. NHN nahe Waldkirchen-Solla
- Wermutbach, von rechts und Norden auf etwa 504 m ü. NHN nach Böhmzwiesel, 10,9 km[GV 1] und 31,3 km²[GV 2]
- Auerbach, von links und Ostsüdosten auf etwa 495 m ü. NHN bei Waldkirchen-Mayersäge
- Biserbach, von rechts und Norden auf etwa 477 m ü. NHN bei Waldkirchen-Wotzmannsreut
- Grillabach, von rechts und Norden auf etwa 454 m ü. NHN nahe Waldkirchen-Appmannsberg, 9,1 km[GV 1] und 18,9 km²[GV 2]
- Appmannsberger Bach, von rechts und Norden auf etwa 437 m ü. NHN nahe Appmannsberg
- Holzmühlbach, von rechts und Norden auf etwa 408 m ü. NHN bei Röhrnbach-Saußmühle, 7,2 km[GV 1] auf dem Strang Breitwiesenbach → Lobensteiner Bach → Holzmühlbach Bach und 16,7 km²[GV 2]
- Paulusbach, von rechts und Nordnordwesten auf etwa 402 m ü. NHN bei Röhrnbach-Paulusmühle
- Freibach, von rechts und Nordnordwesten auf etwa 390 m ü. NHN vor und gegenüber Röhrnbach-Bruckmühle, 10,3 km[GV 1] und 11,4 km²[GV 2]
- Irlesberger Bach, von links und Osten auf etwa 387 m ü. NHN nach Bruckmühle
- Brünstbach, von links und Südosten auf etwa 386 m ü. NHN nach Bruckmühle
- Pötzerreuter Graben, von rechts und Nordosten auf etwa 373 m ü. NHN nahe Röhrnbach-Ulrichsreut
- Krebsenbach, von rechts und Norden auf etwa 370 m ü. NHN nahe Ulrichsreut
- Pretzer Bach, von links und Südosten auf etwa 365 m ü. NHN vor und gegenüber Röhrnbach-Leopiermühle
- Voglöder Bach, von links und Südosten auf etwa 356 m ü. NHN nahe Hutthurm-Tragenreuth

## Nutzung

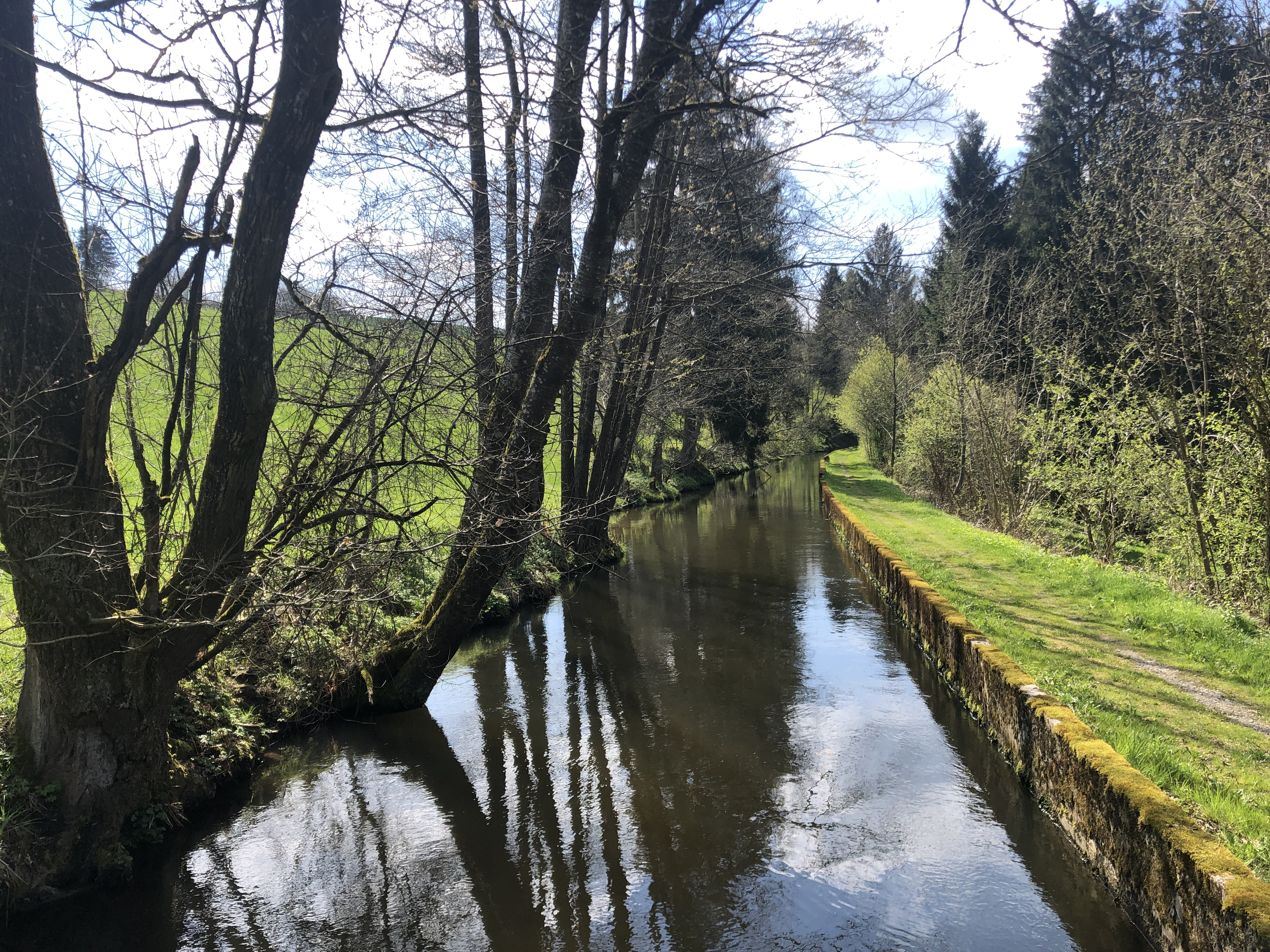
Osterbachkanal nordwestlich von Hauzenberg bei Röhrnbach.

Außer zur erwähnten Holztrift wurde der Bach zum Antrieb von Mühlen und Sägen genutzt, an deren Standorten heute kleine Wasserkraftwerke angetrieben werden. Dazu wird an mehreren Stellen das Wasser des Baches in Kanäle abgeleitet.

### BayernAtlas („BA“)
Amtliche Online-Gewässerkarte mit passendem Ausschnitt und den hier benutzten Layern: Lauf und Einzugsgebiet des Osterbachs

Allgemeiner Einstieg ohne Voreinstellungen und Layer: BayernAtlas der Bayerischen Staatsregierung (Hinweise)
1. 1 2  Höhe abgefragt auf dem Hintergrundlayer Amtliche Karte (Rechtsklick).

### Gewässerverzeichnis Bayern („GV“)
1. 1 2 3 4 5  Länge nach: Verzeichnis der Bach- und Flussgebiete in Bayern – Flussgebiet Isar bis Inn, Seite 145 des Bayerischen Landesamtes für Umwelt, Stand 2016 (PDF; 3,3 MB) (mit Folgeseite; Seitenzahl kann sich ändern.)
2. 1 2 3 4 5  Einzugsgebiet nach: Verzeichnis der Bach- und Flussgebiete in Bayern – Flussgebiet Isar bis Inn, Seite 145 des Bayerischen Landesamtes für Umwelt, Stand 2016 (PDF; 3,3 MB) (mit Folgeseite; Seitenzahl kann sich ändern.)

### Andere
1. ↑  Pegel Röhrnbach (Hochwassernachrichtendienst Bayern)
2. ↑  Am Osterbach-Triftkanal. 13. Februar 2018, abgerufen am 29. August 2020 (deutsch).
3. ↑  Triftkanäle in Haidmühle. Abgerufen am 29. August 2020.
4. ↑  Kreuzbachklause Haidmühle. Abgerufen am 29. August 2020.
5. ↑  Einzugsgebiet des Osterbaches. In: Umweltatlas Bayern. Abgerufen am 30. August 2020.